# Helena Hufnagel

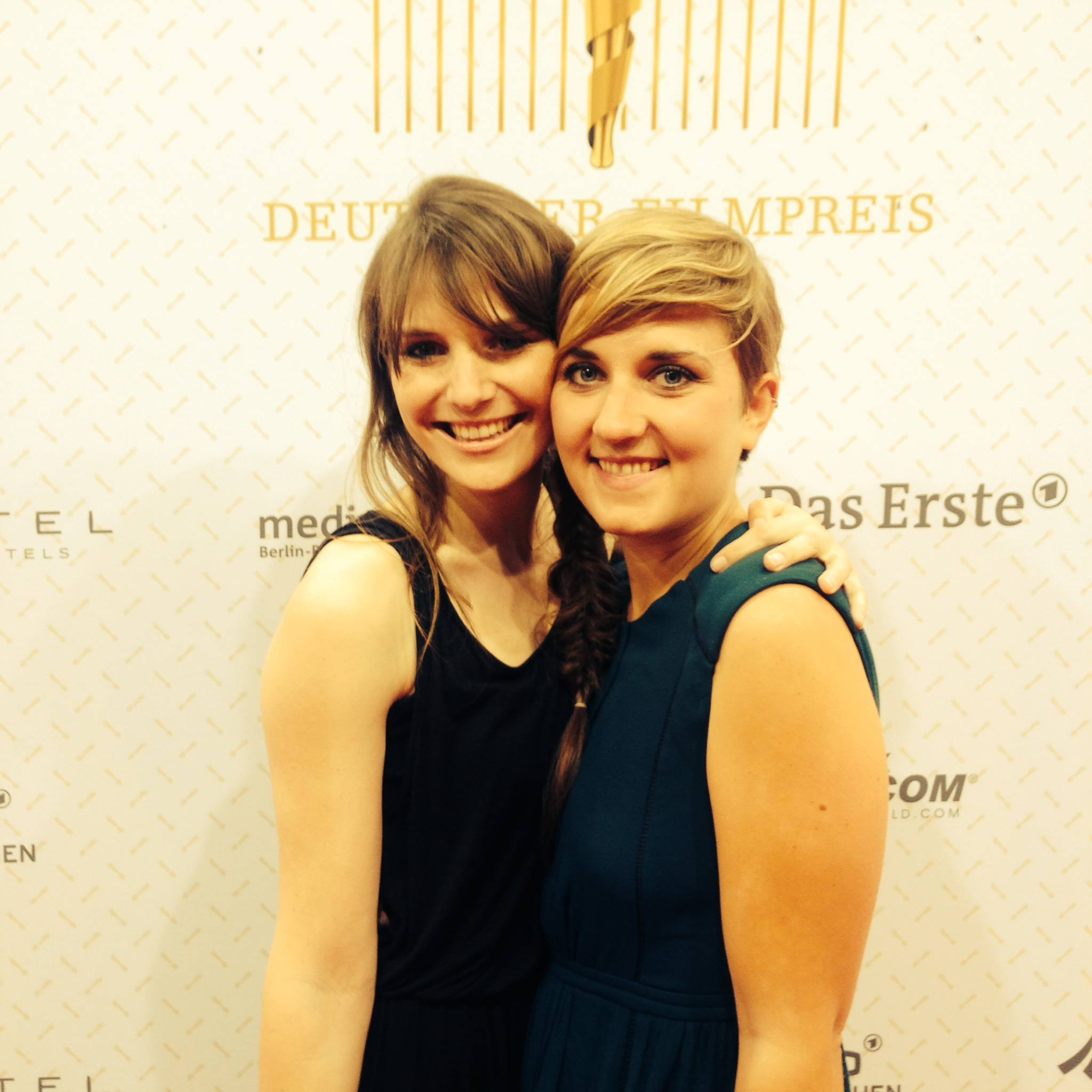
Helena Hufnagel (links) mit Melina Hartmann beim Deutschen Filmpreis 2017

Helena Hufnagel (* 1. August 1985 in Gießen) ist eine deutsche Autorin, Regisseurin und Produzentin von Spiel- und Dokumentarfilmen.

## Leben
Hufnagel wuchs in der Nähe von Bonn auf. Sie studierte zuerst an der LMU München Kommunikationswissenschaft. Von 2009 bis 2015 studierte sie Medienwirtschaft und Produktion an der Hochschule für Fernsehen und Film München sowie Creative Writing bei Doris Dörrie und Fernsehjournalismus bei Dieter Kronzucker. Ihr Dokumentarfilm-Debüt als Regisseurin, „Erntefaktor Null“, lief auf über 50 Festivals (Germany Shorts in Cannes, Eröffnungsfilm Dok.Fest München etc.) und wurde für den deutschen Kurzfilmpreis nominiert. 2014 verfilmte sie als Produzentin und Regisseurin die Kurzgeschichte „Willa“ von Stephen King. Der Film wurde auf 45 internationalen Festivals gezeigt (L.A. Shorts, Palm Springs International ShortFest etc.).
2017 realisierte sie als Regisseurin und Produzentin ihr Kino-Debüt Einmal bitte alles in Koproduktion mit der Filmschaft Maas&Füllmich, der auf dem Filmfestival Max Ophüls Preis uraufgeführt wurde und am 20. Juli 2017 deutschlandweit in den Kinos gestartet ist. 2018 erhielt sie für diesen Film den VFG-Produzentenpreis im Rahmen des Bayerischen Filmpreises. 2018 drehte sie den 9. Tatort Weimar Die harte Kern mit Christian Ulmen und Nora Tschirner. Die Folge war das meistgesehene fiktionale Programm im Monat September 2019. Lediglich bei den Fußballspielen Deutschland gegen Niederlande und Deutschland gegen Nordirland schalteten mehr Zuschauer ein.
2021 feierte ihr zweiter Kinospielfilm als Regisseurin, die Komödie Generation Beziehungsunfähig, mit Frederick Lau, Tedros Teclebrhan und Luise Heyer in den Hauptrollen, dessen Drehbuch sie zusammen mit Hilly Martinek verfasste, Weltpremiere auf dem Filmfest München. Er war mit drei Nominierungen für den „Förderpreis Neues Deutsches Kino“ vertreten. Der Film startete am 29. Juli 2021 im Verleih von Warner Bros in den deutschen Kinos.
Im Dezember 2023 wurde ihr erster internationaler Film Silber und das Buch der Träume auf Amazon Prime veröffentlicht. Der Fantasy-Thriller hielt sich wochenlang auf Platz 1 der Streaming Charts. Der Film feierte seine Weltpremiere auf dem Tallinn Black Nights Filmfestival. Der Film wurde für den Deutschen Fernsehpreis 2024 als bester Film nominiert.
Helena Hufnagel ist Mitglied im Bundesverband Regie (BVR).

## Filmografie
- 2010: 6 Uhr Vorstellung, Produzentin (Dokumentarfilm, 11 min.)
- 2010: Du bist’s, Produzentin (Kurzfilm, 10 min.)
- 2010: Elea, Produzentin (Kurzfilm, 8 min.)
- 2010: Kopfkino, Produzentin (Kurzfilm, 8 min.)
- 2011: Lucy in the Sky, Produzentin (Dokumentarfilm, 60 min.)
- 2012: Erntefaktor Null, Regisseurin/Produzentin (Dokumentarfilm, 28 min.)
- 2013: Gartenfeind, Produzentin (Kurzfilm, 15 min.)
- 2013ː Ice is melting, Produzentin (Social Spot, 2.30 min.)
- 2014ː Mad Kassierer, Regisseurin/Produzentin (Werbefilm, 35 s)
- 2014ː Princess, Regisseurin/Produzentin (Werbefilm, 56 s)
- 2014ː Fiese Kerzen, Regisseurin/Produzentin (Werbefilm 36 s)
- 2014ː Klassentreffen, Produzentin (Werbefilm, 54 s)
- 2014ː Lufthansa, Produzentin (div. Werbefilm)
- 2014: Vulcano with hat, Regisseurin/Produzentin (Dokumentarfilm, 14 min.)
- 2015: Willa, Regisseurin/Produzentin (Kurzfilm, 14 min.)
- 2016: Bayernander, Pilot Late-Night BR, Regisseurin/Produzentin (TV-Late-Night)
- 2017: Einmal bitte alles, Regisseurin/Produzentin/Autorin (Kinospielfilm)
- 2018ː Above the Timberline, Produzentin (Dokumentarfilm)
- 2018ː Technically Single, Produzentin (Webserie)
- 2019: Tatort: Die harte Kern, Regisseurin (Spielfilm)
- 2021: Generation Beziehungsunfähig, Regisseurin und Autorin (Kinospielfilm)[16]
- 2023: Silber und das Buch der Träume, Regie und Drehbuch (Spielfilm)

## Auszeichnungen
Hufnagel ist zweifache Stipendiatin des VFF-Stipendiums sowie des Bürostipendiums des Bayerischen Filmzentrums.
- 2012: Förderpreis des Berlinale-Empfangs der deutschen Filmhochschulen
- 2012: Nominierung für den Deutschen Kurzfilmpreis für "Erntefaktor Null"
- 2015: Erster Preis beim „Pro7/Sat.1 Mainstreampreis“
- 2017: Winner JETS im Rahmen der Berlinale
- 2017: Nominierung für den NDR Nachwuchsfilmpreis[17] für "Einmal Bitte Alles"
- 2017: Nominierung „Metropolis Regie Preis“[18] für "Einmal Bitte Alles"
- 2017: Nominierung „Si Star Regie-Preis“[19] für "Einmal Bitte Alles"
- 2018: VGF-Nachwuchsproduzentenpreis[20] für "Einmal Bitte Alles"
- 2018: Nominierung "New Faces Award"[21] für "Einmal Bitte Alles"
- 2021: dreifache Nominierung "Förderpreis Neues Deutsches Kino"[22] im Rahmen des Filmfest München 2021 für "Generation Beziehungsunfähig"
- 2022: dreifache Nominierung „Jupiter Award“ für Generation Beziehungsunfähig[23]
- 2024: Nominierung Deutscher Fernsehpreis für Silber und das Buch der Träume[24]